# Municipio de Bear Creek No. 5
El municipio de Bear Creek No. 5 (en inglés: Bear Creek No. 5 Township) es un municipio ubicado en el condado de Searcy en el estado estadounidense de Arkansas. En el año 2010 tenía una población de 728 habitantes y una densidad poblacional de 189,79 personas por km².

## Geografía
El municipio de Bear Creek No. 5 se encuentra ubicado en las coordenadas 35°54′35″N 92°38′47″O / 35.90972, -92.64639. Según la Oficina del Censo de los Estados Unidos, el municipio tiene una superficie total de 3.84 km², de la cual 3,83 km² corresponden a tierra firme y (0,14 %) 0,01 km² es agua.

## Demografía
Según el censo de 2010, había 728 personas residiendo en el municipio de Bear Creek No. 5. La densidad de población era de 189,79 hab./km². De los 728 habitantes, el municipio de Bear Creek No. 5 estaba compuesto por el 93,68 % blancos, el 0,27 % eran afroamericanos, el 0,82 % eran amerindios, el 0,55 % eran asiáticos, el 0,82 % eran de otras razas y el 3,85 % eran de una mezcla de razas. Del total de la población el 5,49 % eran hispanos o latinos de cualquier raza.